# 南島 (洪都拉斯)
南島是洪都拉斯的島嶼，位於加勒比海，面積0.01平方公里，該島鄰近地區有豐富魚類和石油資源，自2000年該國和尼加拉瓜對該島發生主權爭議，島上無人居住。

## 外部連結
- http://ssdc.ucsd.edu/news/claea/h00/claea.20000224.html#a1（页面存档备份，存于）
- http://www.american.edu/TED/ice/nicaragua-honduras.htm#fn3 （页面存档备份，存于）
- http://www.latinamericanstudies.org/nicaragua/island.htm （页面存档备份，存于）
- https://web.archive.org/web/20080516191731/http://www.icj-cij.org/docket/files/120/14075.pdf

15°04′N 82°30′W / 15.067°N 82.500°W